# Bướm phượng xanh lớn
Papilio protenor là một loài bướm ngày thuộc họ Papilionidae, được tìm thấy ở Ấn Độ.

## Phân bố

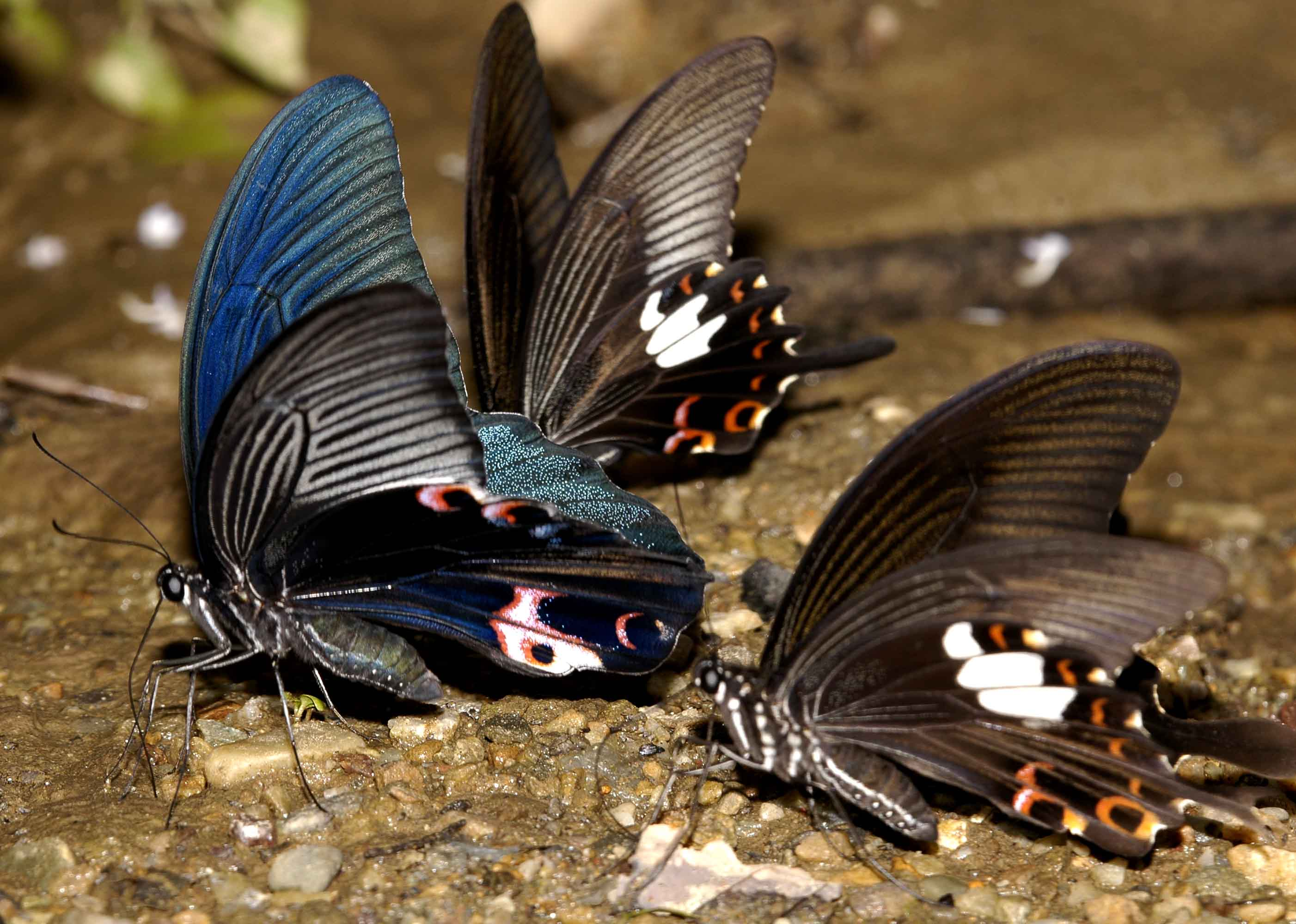
Spangle mudpuddling with Red Helens.

Chúng phân bố ở miền bắc Pakistan, Jammu & Kashmir, Garhwal Himalaya (Govind Wildlife Sanctuary), Sikkim, Assam, Bangladesh, Burma, miền nam Trung Quốc (bao gồm cả Hải Nam), miền bắc Việt Nam, miền bắc Lào, Đài Loan, Triều Tiên, Hàn Quốc và Nhật Bản.

## Hiện trạng
Phổ biến, không bị đe dọa.

## Vòng đời
Ấu trùng có màu lục, với một vòng màu vàng ở cổ và các vết giống như địa y, chúng ăn Zanthoxylum alatum." (Mackinnon quoted in Bingham.)
Nhộng có màu giống như vỏ cây sần sùi, các dạng khác có màu lục." (Mackinnon quoted in Bingham.)

## Trong văn hóa
- Tháng 3 năm 1987 Cộng hòa Dân chủ Nhân dân Triều Tiên xuất bản con tem với hình bướm Papilio protenor.

## Hình ảnh

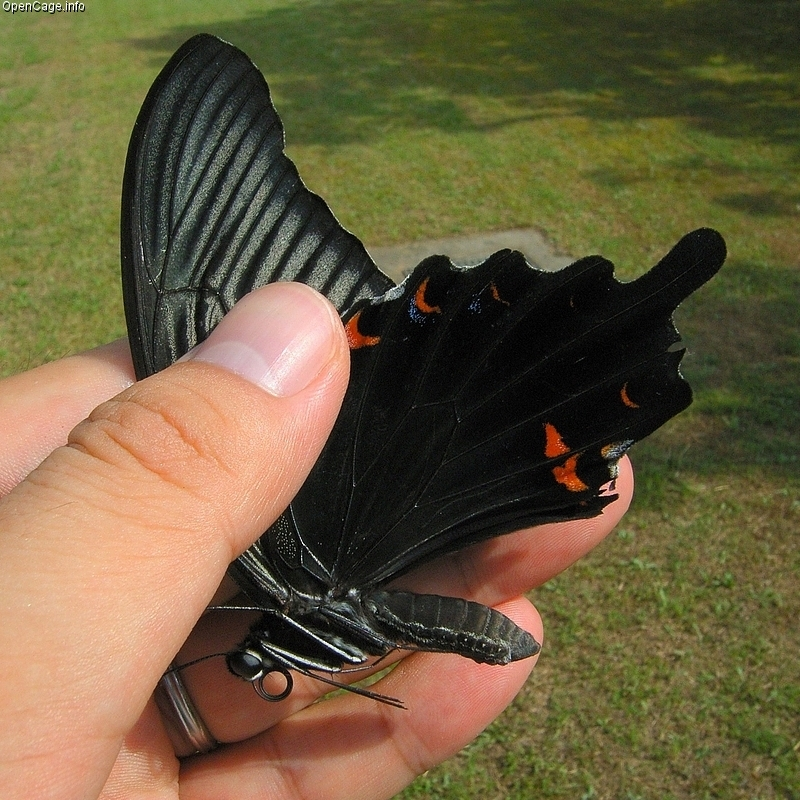
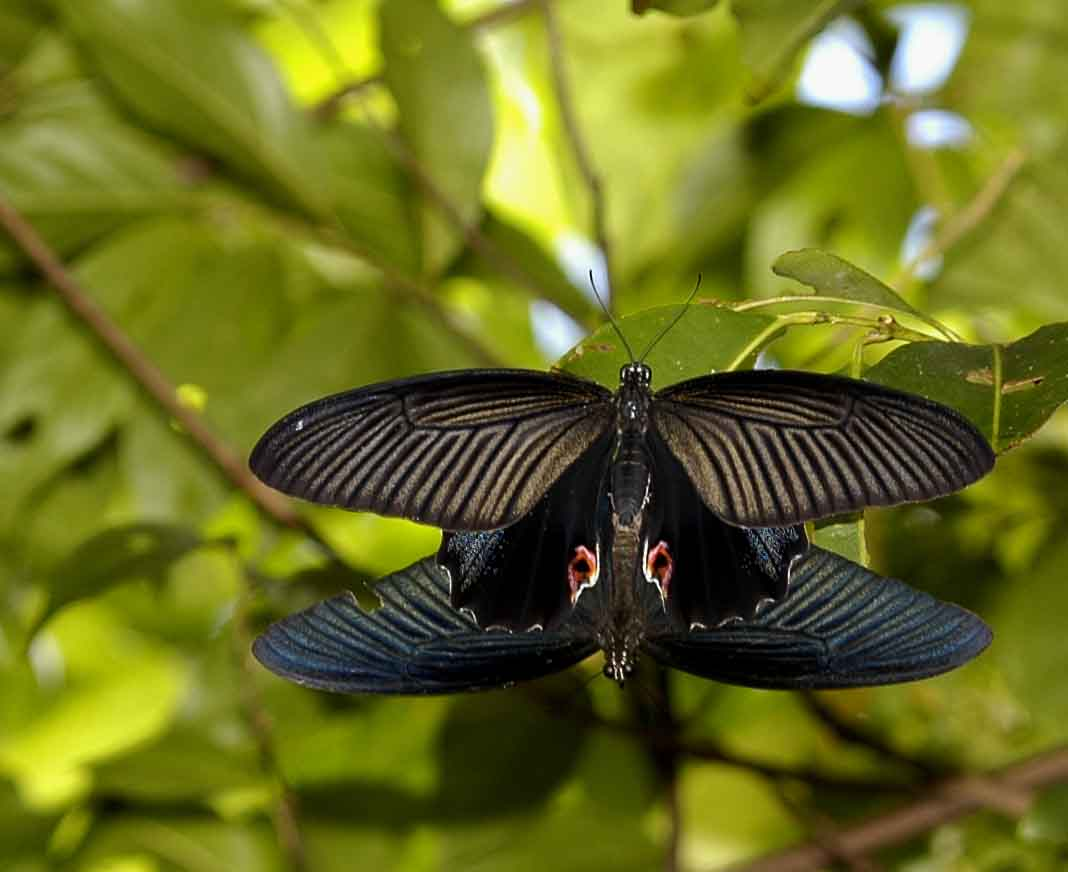
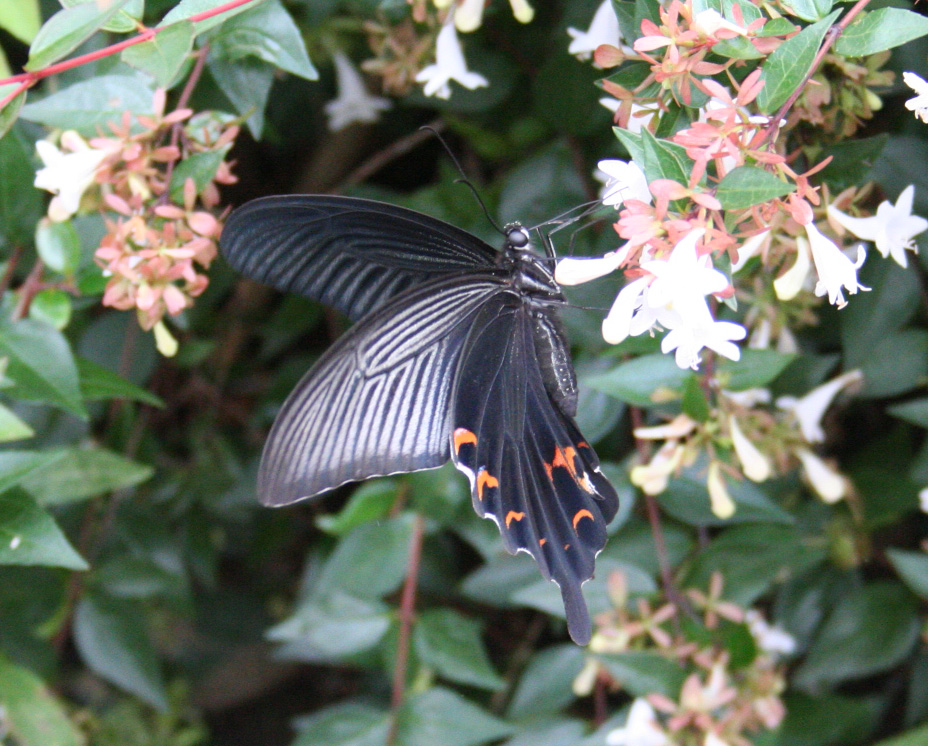
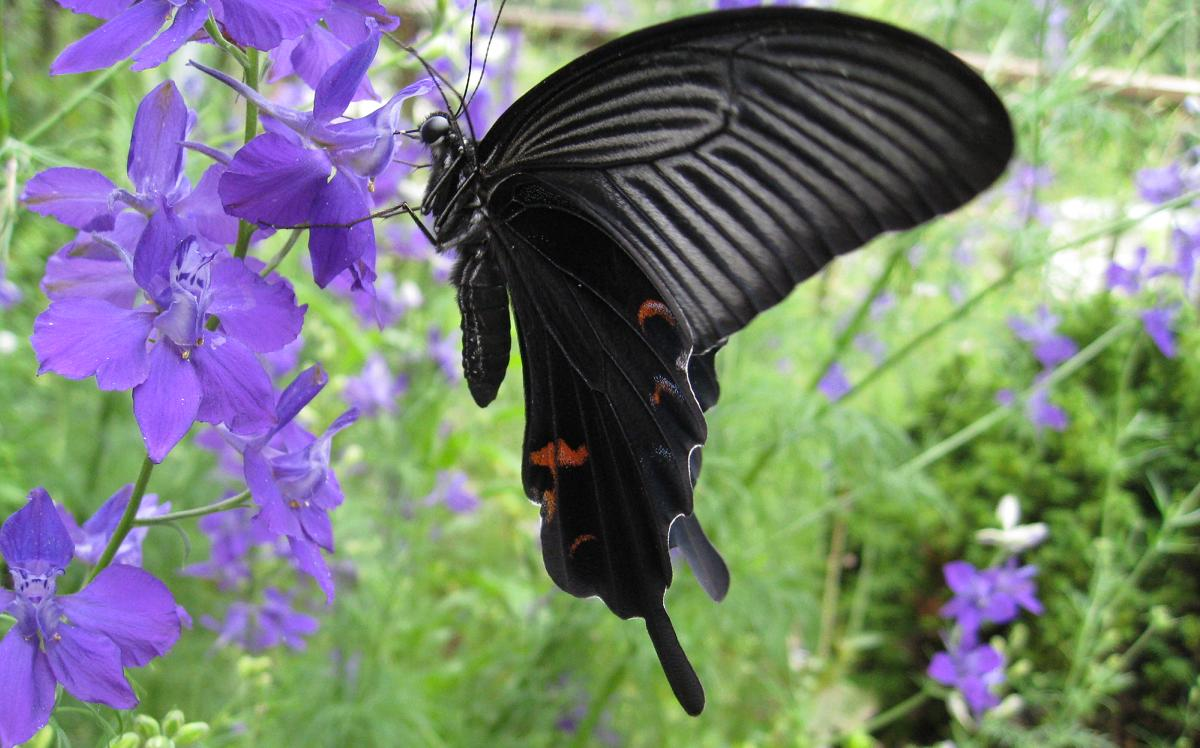
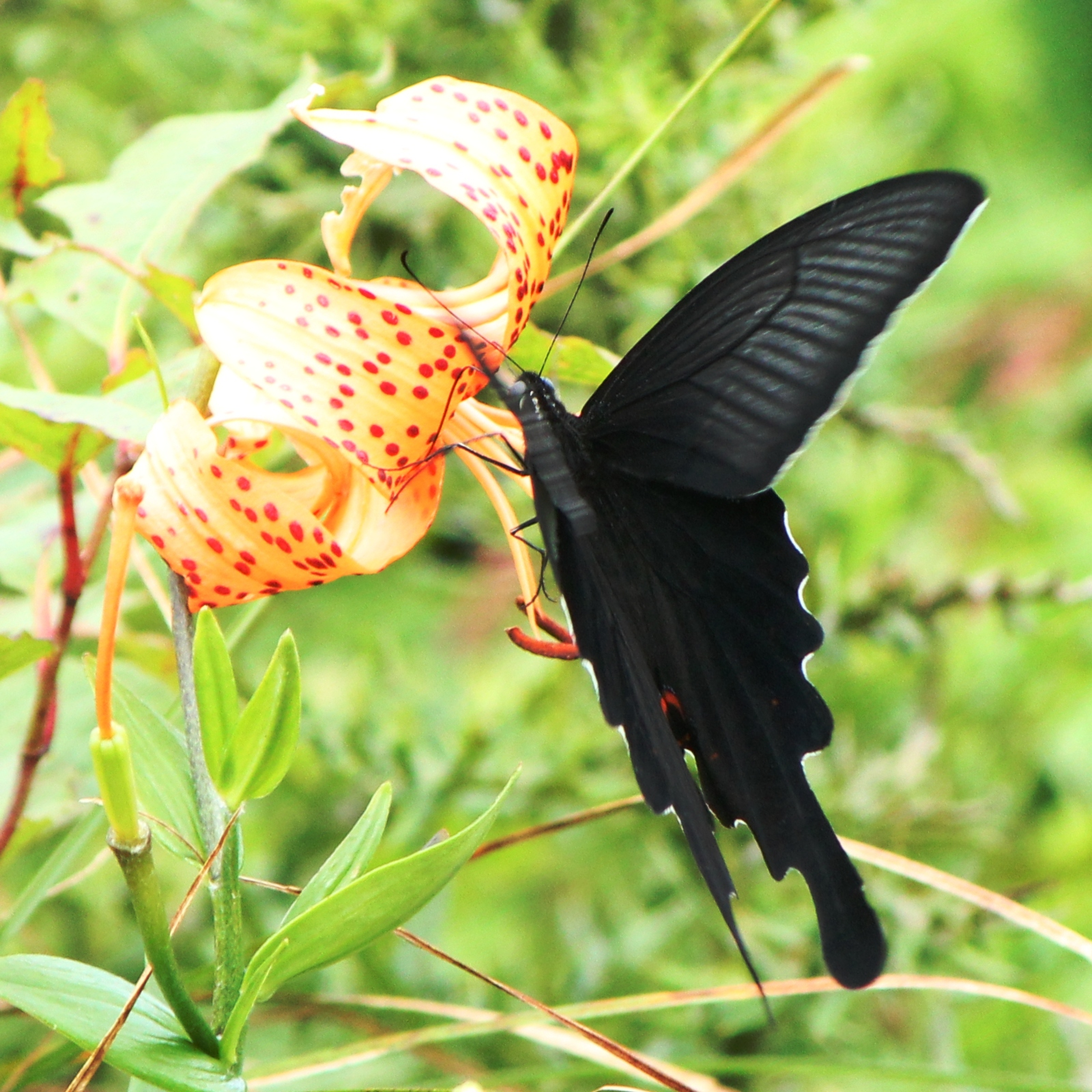
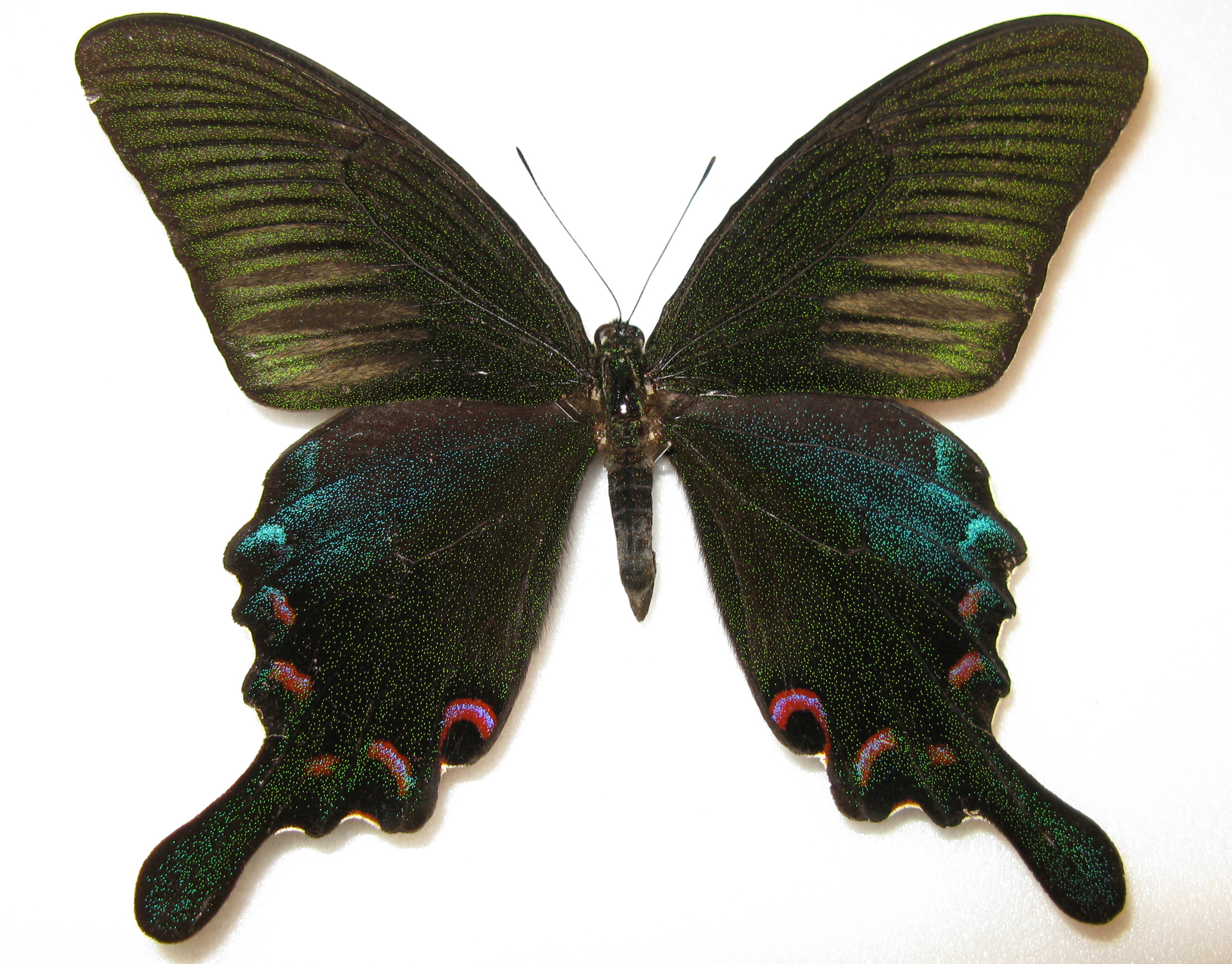
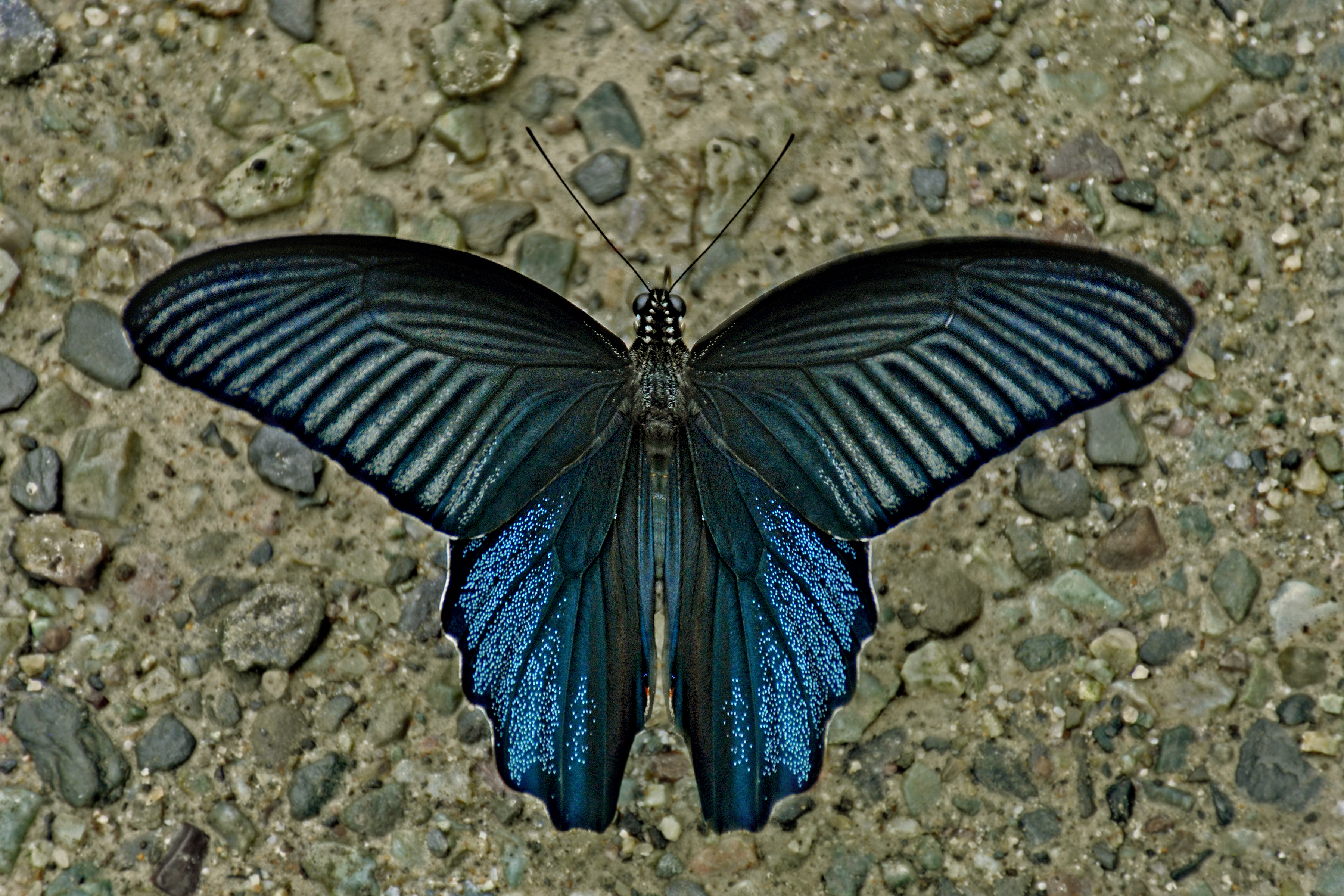